# Robin Le Mesurier
Robin Le Mesurier   (Londres, 23 de març de 1953 - Los Angeles, 22 de desembre de 2021) va ser un guitarrista britànic.
Va ser el guitarrista habitual de Rod Stewart de 1980 a 1986 i de Johnny Hallyday des de l'any 1994.

## Biografia
Fill de l'actriu Hattie Jacques i de l'actor John Le Mesurier, Robin Le Mesurier s'apassiona per a la guitarra des dels nou anys. Gràcies a músics com John Lee Hooker, Muddy Waters, Eric Clapton, Jimi Hendrix o Jeff Beck, descobreix el blues, per al qual s'entusiasma.
Amb 16 anys, abandona l'escola, descobreix Nova York i signa el seu primer contracte de registre amb una sucursal d'EMI, Regal Zonophone. És membre d'un grup anomenat Reign i actua en el seu primer single, escrit per Keith Relf i Jim McCarty dels Yardbirds. Robin Le Mesurier hi està fins al 1973. Es converteix en membre del grup The Wombles i participa en l'enregistrament de quatre àlbums.

### Carrera professional

#### Acompanyant de Rod Stewart (1980-1986)
El 1976, Robin Le Mesurier va signar un contracte amb la companyia de Billy Gaff / Rod Stewart, Riva Records. En aquella època, també va coescriure la música d'un conte, The Velvetten Rabbit, explicat pel seu pare, John Le Mesurier.
El 1977, va participar en la primera gira nord-americana d’Air Supply, que va estrenar per a Rod Stewart. Després, es va unir a Lion, un grup anglès d'A&M Records amb seu a Califòrnia, i va actuar en el seu únic àlbum. Robin Le Mesurier es va incorporar a la formació de Rod Stewart l'any 1980 i, durant set anys, el va acompanyar a la gira i a l'estudi, participant en quatre dels seus àlbums.
De 1987 a 1994, va ser un guitarrista molt demandat a Los Angeles. També és un dels compositors populars amb signatura a Sony Music.

#### Acompanyant de Johnny Hallyday (1994-2017)
El 1994, l'enginyer de so Chris Kimsey, que l'any anterior, va realitzar per a Johnny Hallyday l'àlbum en viu Parc des Princes 1993 gravat en públic al Parc dels Princeps, sol·licita a Robin Le Mesurier i li proposa escriure per a Johnny Hallyday que prepara un àlbum cantat en anglès. Dues composicions de Robin Le Mesurier es guarden per a l'àlbum Rough Town, al qual també col·labora com a guitarrista. Le Mesurier també està en l'escenari amb la guitarra al costat de Johnny Hallyday a la tardor de 1994, amb motiu del Rough Town Tour. Des de llavors, Robin Le Mesurier es converteix en el guitarrista preferit de Johnny; durant vint-i-tres anys, és a totes les gires i espectacles del cantant, excepcions fetes dels concerts en Bercy El 2014 amb el trio Les Vieux Canailles i la seva gira durant l'estiu de 2017. Robin Le Mesurier és el guitarrista que més temps va acompanyar Johnny Hallyday.
Robin Le Mesurier participa (amb altres guitarristes que també són acompanyants o col·laboradors de Johnny Hallyday), en el popular homenatge que es va fer al cantant durant el seu funeral el dia 9 de desembre de 2017 a l'església de la Madeleine de París.
Participa en el documental de Pascal Duchène My name is Johnny emès en exclusiva a la cadena canal de Canal + el 5 de desembre de 2021 amb motiu dels 4 anys de la desaparició del cantant, avançant en preestrena la comercialització en DVD el 10 de desembre de 2021 a Warner Música France.

#### Altres col·laboracions (1995-2012)
El 1995, Robin Le Mesurier va formar, amb Bernie Taupin i Jim Cregan, el grup #Farm Dogs i va gravar dos àlbums.
L'abril de 2001, va produir un àlbum als Ocean Way Studios de Los Angeles, per a un client suís. Entre els músics hi havia Reggie Hamilton al baix, Tony Brock a la bateria, Tom Canning al piano i The Vine St Horns.
El 2004, va tornar a acompanyar Rod Stewart en la seva gira d'estiu pel Canadà i els Estats Units. Durant aquesta gira, canta Ruby, la filla de Rod Stewart. Aleshores, ella i Robin decideixen treballar junts en un projecte musical.
El 15 d'octubre de 2010, anima la seva primera Master Class a França, a Belfort, organitzada per una de les seves amigues, Sandrine Desembre.
L'any 2011, Robin Le Mesurier va participar en la gira del grup Apart From Rod amb alguns músics de Rod Stewart: Jim Cregan, Pat Davey, Harry James, Jim Stapley, Sam Tanner.
El 24 de setembre de 2021, Robin Le Mesurier apareix per darrera vegada en públic, durant el concert homenatge a Johnny Hallyday al Palais omnisports de París-Bercy. Va morir a Los Angeles el dia 22 de desembre de 2021 com a conseqüència d'un càncer,
Els familiars del guitarrista li van retre homenatge a les xarxes socials, així com David Hallyday i Laeticia Hallyday, que tots dos van subratllar la seva complicitat i la seva amistat inquebrantable amb Johnny Hallyday.

## Discografia
Amb Reign
- 1970: Line of Least Resistance / Natural Lovin' Man (single)

Amb Limey
- 1976: Limey
- 1977: Silver Eagle

Amb Lion
- 1980: Running All Night

Amb Ron Wood
- 1981: 1234

Amb Rod Stewart
- 1981: Tonight I'm Yours
- 1984: Camouflage
- 1984: Body Wishes
- 1986: Every Beat of My heart

Amb Farm Dogs
- 1996: Last Stand in Open Country
- 1998: Immigrant Sons

### Amb Johnny Hallyday
- 1994: Rough Town
- 1994: À La Cigale (inedit, sortida 2003)
- 1996: Lorada Tour
- 1996: Destination Vegas
- 1996: Live at the Aladdin Theatre (inèdit, sortida 2003)
- 1998: Stade de France 98 Johnny allume le feu
- 1999: Sang per sang
- 2000: 100 % Johnny: Live à la tour Eiffel
- 2000: Olympia 2000
- 2000: Good Rockin' Tonight The Legacy of Sun Records
- 2003: Parc des Princes 2003
- 2006: Flashback tour: Palais des sports 2006
- 2007: Le Cœur d'un homme
- 2007: La Cigale: 12-17 desembre 2006
- 2009: Tour 66: Stade de France 2009
- 2013: On Stage
- 2013: Born Rocker Tour
- 2014: Rester vivant
- 2016: Rester Vivant Tour
- 2020: Happy Birthday Live - Parc de Sceaux 15.06.2000'' (sortida pòstuma)
- 2020: Hallyday Bercy 2003 (sortida pòstuma)
- 2020: Son rêve américain - Live au Beacon Theatre de New-York 2014 (sortida pòstuma)

## Publicacions
- (anglès) Robin le Mesurier. Charmed Rock 'n' Roll Life. Book Guild Publishing LTD, 2017, p. 200. ISBN 978-1-910878-86-6. Robin le Mesurier. Charmed Rock 'n' Roll Life. Book Guild Publishing LTD, 2017, p. 200. ISBN 978-1-910878-86-6. Robin le Mesurier. Charmed Rock 'n' Roll Life. Book Guild Publishing LTD, 2017, p. 200. ISBN 978-1-910878-86-6.
- 2019: Els meus 1000 concerts amb Johnny (en col·laboració amb Stéphane Cugnier - Talents éditions).[13]